# Drie Vrienden van de Winter

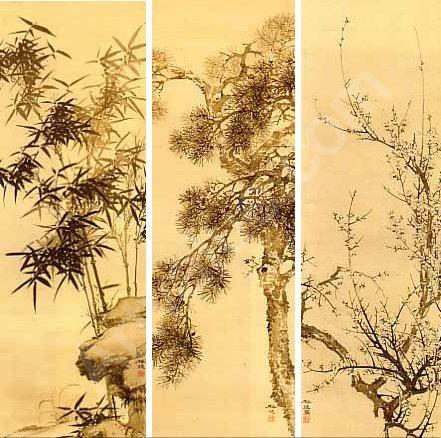
Den, bamboe en pruim, Japans drieluik door Yamamoto baiitsu (vóór 1856)

De Drie Vrienden van de Winter (Chinees: 歲寒三友; pinyin: Suì hán sānyǒu) staan in de Oost-Aziatische cultuur voor bamboe, de den en de pruimenboom. Deze planten zijn een veelgebruikt motief in winterse vogel- en bloemschilderingen, daar ze ook in de winter hun schoonheid behouden. Gezamenlijk staan ze symbool voor standvastigheid, doorzettingsvermogen en veerkracht, drie eigenschappen die hoog staan aangeschreven in het Confucianisme.

## Geschiedenis

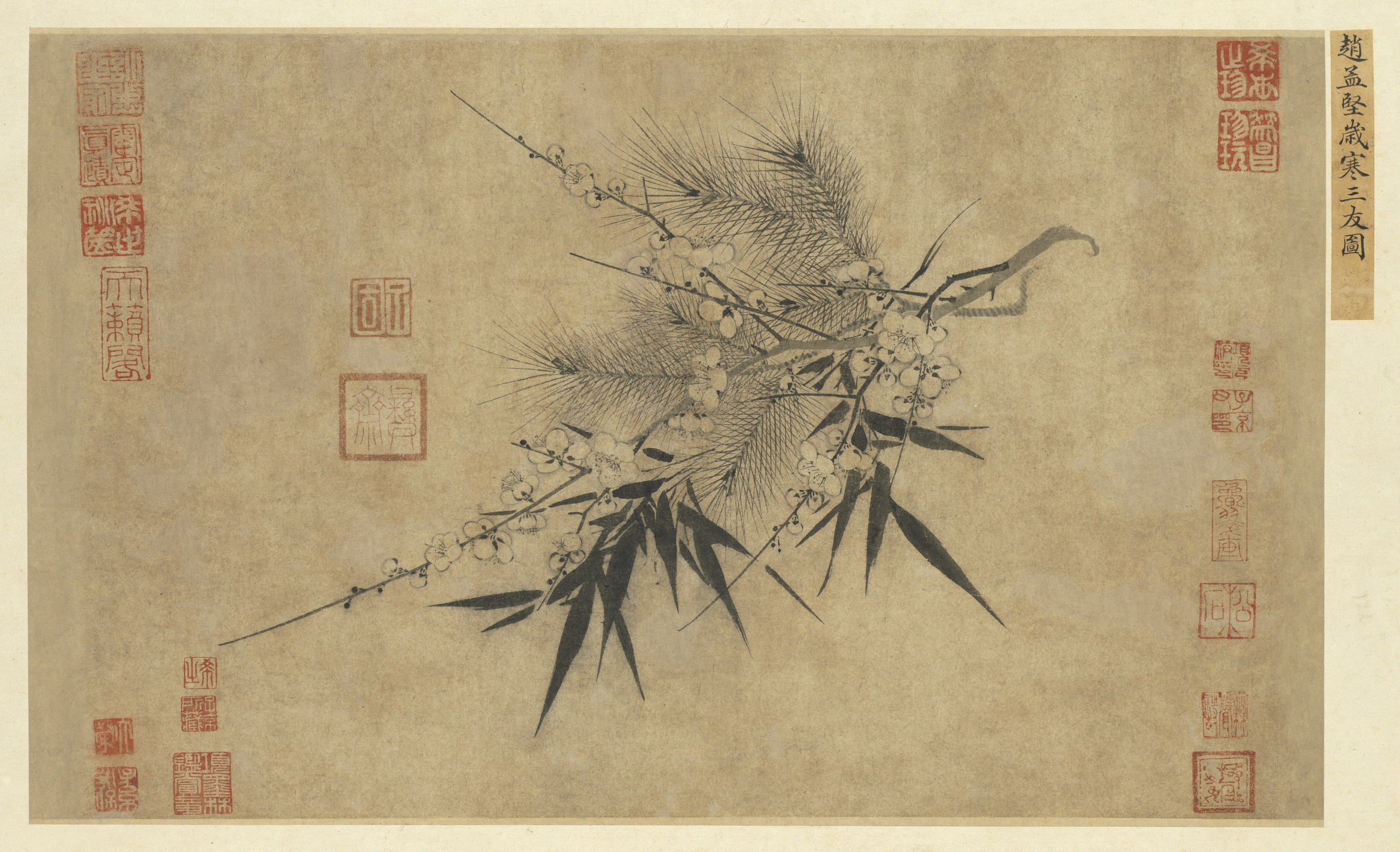
Drie Vrienden van de Winter door Zhao Mengjian, collectie Nationaal Paleismuseum

Het oudst bekende gebruik van de Drie Vrienden als motief is te vinden in een negende-eeuws gedicht van Zhu Qingyu uit het Tang-tijdperk. De afbeeldingen van bamboe in gewassen inkt van de Song-meester Wen Tong (1019-1079) vormden het begin van een lange traditie van bamboeschilderingen in de Chinese schilderkunst. Zhao Mengjian (1199-1295) was een van de eerste schilders die de combinatie van bamboe, den en pruimenboom tot een veelgebruikt motief onder Chinese literati maakten. De term 'Drie Vrienden van de Winter' werd mogelijk voor het eerst gebruikt in het Verhaal van de pruimenhut van de vijf wolken (五雲梅舍記), een werk van Lin Jingxi (1242-1310):

即其居累土為山，種梅百本，與喬松，脩篁為歲寒友。
(Voor zijn woonplaats werd de aarde opgehoogd tot een heuvel met een honderdtal pruimenbomen, waarnaast fiere dennen en hoge bamboe werden geplant, om samen de vrienden van de winter te vormen.)
— Lin Jingxi

## Culturele symboliek

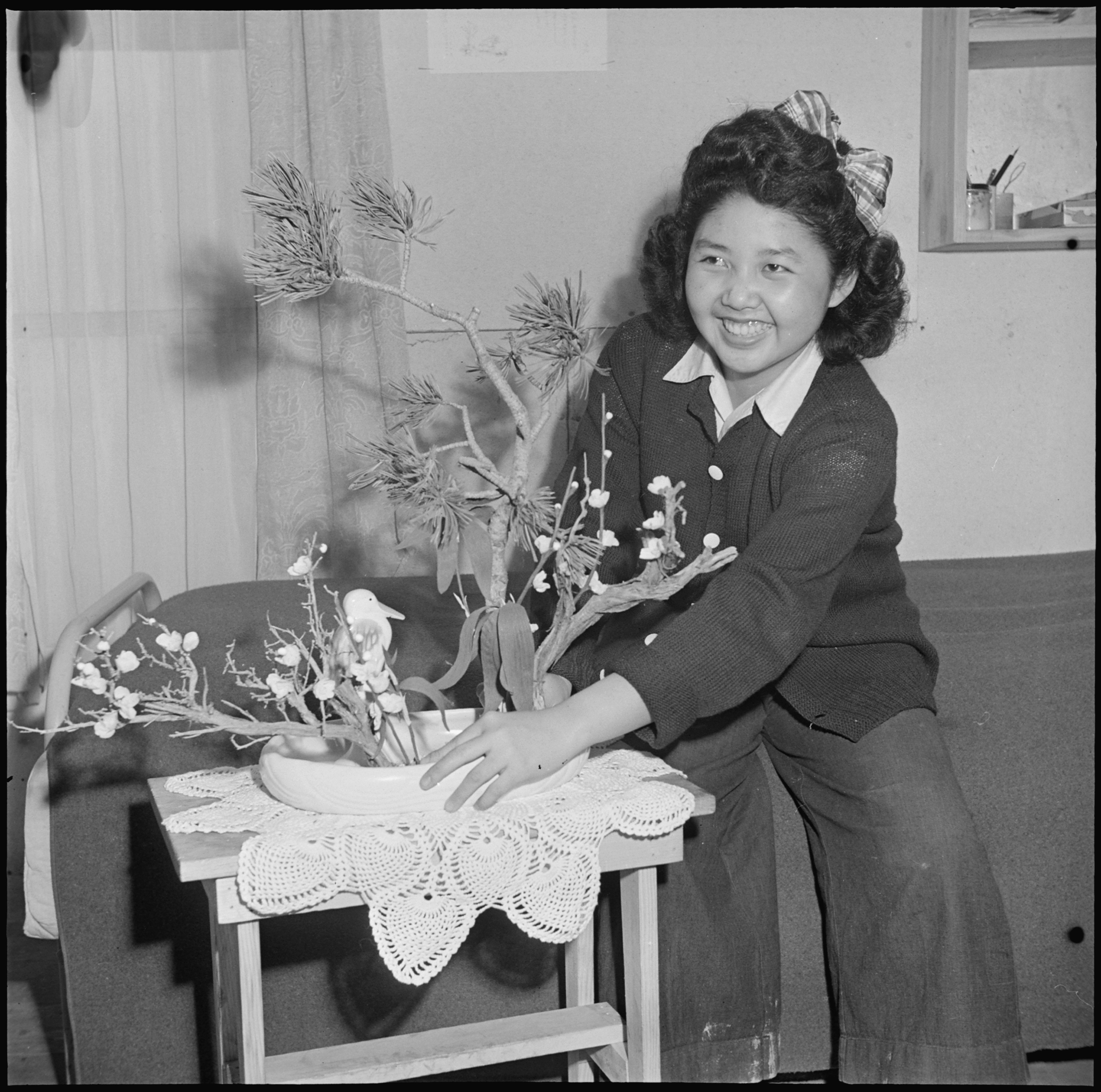
Een Japanse scholier met een nieuwjaarsbloemstuk met dennentak, pruimenboom en papieren kunstbamboe

Niet alleen in China, maar ook in een aantal andere Oost-Aziatische landen vormen de 'Drie Vrienden van de Winter' een populair winterthema. In China wordt het thema soms kortweg aangeduid als Song Zhu Mei (松竹梅): 'den, bamboe, pruim'. In Japan wordt deze term getranslitereerd als Sho Chiku Bai. Hier wordt de combinatie van de drie planten vooral geassocieerd met de viering van Nieuwjaar en gebruikt als motief op wenskaarten en andere artikelen.